# Arxiu General de la Diputació de Barcelona
L'Arxiu General de la Diputació de Barcelona (AGDB) és l'òrgan encarregat de custodiar, conservar, organitzar i seleccionar tota la documentació generada per la Diputació Provincial de Barcelona des de 1812.
La seva principal funció és la d'assegurar als ciutadans el dret d'accés per a la consulta de la documentació. Una altra funció primordial és la de garantir la conservació dels documents per donar fe i difondre-la, a més d'elaborar instruments de descripció per tal d'assegurar el control i la recuperació ràpida de la informació.
L'abast cronològic del seu contingut data de 1812, la primera documentació, fins al 2009, incloent-hi 12.400 metres lineals de material documental.

## Història

### Seglexix
El naixement de les diputacions té el seu origen dins de l'atmosfera de les Corts de Cadis celebrades el 1812. Dins d'aquest context neixen governs provincials. La recuperació del poder per part de Ferran VII dos anys després, va provocar que es suprimís la Constitució i les Diputacions aprovades a Cadis l'any 1812, fet que va perdurar fins a l'inici del Trienni Liberal (1820-1823).
La Junta de la Diputació constituïda el 1820 i instal·lada al palau de l'antiga Diputació del General, va poder treballar amb un arxiver dins de les seves files. El primer arxiver va ser Francesc Quintana, per tant, l'arxiu de l'organisme administratiu neix en aquest moment. Juntament amb l'arxiver, també cal destacar les figures del Registrador i els Oficials, que s'encarregaven de l'organització i custòdia de l'arxiu. En aquest moment, les funcions del mateix són la custòdia de la documentació, per tal d'assegurar-se l'accés a la informació administrativa, sense funcions històriques, a causa del fet que encara no guarda documentació de períodes anteriors. La recuperació de la informació es realitzava a través d'índexs elaborats pel mateix arxiver, classificant la informació d'acord amb de la tipologia documental que anava rebent (actes, ordres reials i expedients).
Un cop assentat l'organisme, es van succeint diversos arxivers, que alhora inicien diferents depòsits, reorganitzen la informació, cataloguen i descriuen els fons; i confeccionen un llibre de registre. L'arxiu va adaptant-se als girs polítics i als canvis de govern que es van desencadenant a l'Estat durant el Segle XIX.

### Segle XX
La dècada de 1910 s'inicia el projecte de la Mancomunitat, executada l'any 1913 a través de la figura del seu president, Enric Prat de la Riba, també president de La Lliga Regionalista. Aquest projecte consistia a unir les quatre Diputacions provincials catalanes en una sola. Hi havia una idea de potenciar la catalanitat i l'ús de la llengua, a més de crear tota una estructura de funcionaris potent, per tal d'abastir tot el mercat administratiu intern. Dins de l'àmbit arxivístic, el projecte de la Mancomunitat es va aplicar el tema de la llengua dins de la creació de nous llibres de registres, on l'encapçalament estava escrit en català, però les limitacions legislatives, no van permetre escriure el contingut en el mateix idioma, i s'havia d'escriure en castellà.
Aquesta nova situació no va afavorir a l'Arxiu-Biblioteca de l'organisme. Davant del pes cultural que es volia donar a les noves institucions, l'arxiu va perdre pes il·lustrat a través de l'entrega a altres institucions de tots els fons històrics i artístics custodiats pel l'Arxiu de la Diputació, i com a conseqüència, l'Arxiu de la Diputació va passar formalment a funcions únicament administratives.
La dictadura de Primo de Rivera va acabar amb el projecte de la Mancomunitat, finalitzat definitivament el 1925, Alfons Sala va ser nomenat president, substituint al destituït Puig i Cadafalch, successor d'Enric Prat de la Riba, mort anys enrere. Les Diputacions provincials tornaven a establir-se com a model de principis de segle. L'arribada de la II República Espanyola va provocar la instauració de la Generalitat, moment que la Diputació desapareix fins al seu ressorgiment el 1939.
L'esclat de la Guerra Civil va conduir a la salvaguarda dels documents de la institució. La instauració del règim franquista, comporta a Catalunya un desplegament institucional basat en les velles institucions centralistes com la Diputació, tot basant-se en nous criteris marcats des del règim. La depuració va passar factura al funcionariat català i les vacants va ser ocupades per gent afecte al règim. La Diputació es va restablir amb moltes limitacions i sota l'autoritat governativa fins que va perdurar el franquisme. A través de l'arribada de la democràcia, la Diputació va passar a convertir-se en una entitat supramunicipal.

### Situació actual
L'any 1987 va ser molt important per a la documentació històrica de la Diputació, a causa del seu trasllat a l'edifici del Recinte de la Maternitat. Hi ha una certa dualitat dins la conservació de la documentació per part de la Diputació, perquè si hem parlat de la part històrica, hi ha una part administrativa conservada entre l'edifici de l'Escola Industrial, l'edifici de Can Serra i per acabar el depòsit situat dins del recinte d'Hogars Mundet, a prop de la Vall d'Hebron.

## Edifici
La documentació d'àmbit històric està situada al Recinte de la Maternitat, al pavelló número 7, des de l'any 1987, que es va treure de la Generalitat de Catalunya. Aquest edifici, datat de 1895, originàriament acollia els safareigs i les calderes de l'antiga Casa Provincial de la Maternitat. La remodelació de l'indret va ser duta a terme per l'arquitecte Norman Cinnamond. En aquest edifici s'hi troben aquella documentació amb més de 30 anys d'antiguitat.
Tota aquella documentació amb validesa administrativa, i que el seu cicle de vida encara no ha arribat per classificar-la com a històrica, es troba dividida entre tres edificis. El primer és l'edifici de Can Serra, un edifici modernista, de l'arquitecte Josep Puig i Cadafalch. És la seu de la Diputació de Barcelona.
Els altres dos centres de conservació documental són l'Escola Industrial de Barcelona (edifici del rellotge) i l'edifici al Recinte Mundet.